# A Tigris és sárkány díjai és jelölései
Ez a szócikk a Tigris és sárkány című kínai-hongkongi-tajvani–amerikai koprodukcióban készült és 2000-ben bemutatásra került film díjainak és jelöléseinek listáját tartalmazza. A film 2000 és 2002 között 79 díjat nyert meg és további 91 jelölést kapott.
| Díj                                                      | Kategória                                   | Jelölt                                                                      | Eredmény |
| -------------------------------------------------------- | ------------------------------------------- | --------------------------------------------------------------------------- | -------- |
| Amanda Awards (Norvégia) 2001.                           | Legjobb külföldi film                       | Ang Lee                                                                     | Jelölve  |
| American Cinema Editors - Eddie Award 2001.              | Legjobb vágás (dráma)                       | Tim Squyres                                                                 | Jelölve  |
| American Society of Cinematographers Awards 2000.        | Legjobb operatőr                            | Peter Pau                                                                   | Jelölve  |
| Art Directors Guild 2001.                                | Játékfilm (történelmi vagy fantasy)         | Timmy Yip, Eddy Wong, Zhanjia Yang, Xing-Zhan Yang, Jian-Quo Wang, Bin Zhao | Jelölve  |
| ASCAP Film and Television Music Awards 2002.             | Top Box Office Film                         | Tan Dun                                                                     | Elnyerte |
| Australian Film Institute 2001.                          | Legjobb külföldi díj                        | Ang Lee, James Schamus                                                      | Elnyerte |
| BAFTA-díj                                                | Legjobb film                                |                                                                             | Jelölve  |
| BAFTA-díj                                                | Legjobb idegen nyelvű film                  |                                                                             | Elnyerte |
| BAFTA-díj                                                | Legjobb női főszereplő                      | Michelle Yeoh                                                               | Jelölve  |
| BAFTA-díj                                                | Legjobb női mellékszereplő                  | Zhang Ziyi                                                                  | Jelölve  |
| BAFTA-díj                                                | Legjobb operatőr                            | Peter Pau                                                                   | Jelölve  |
| BAFTA-díj                                                | Legjobb smink                               | Siu-Mui Chau és Yun-Ling Man                                                | Jelölve  |
| BAFTA-díj                                                | Legjobb vágás                               | Tim Squyres                                                                 | Jelölve  |
| BAFTA-díj                                                | Legjobb jelmeztervezés                      | Tim Yip                                                                     | Elnyerte |
| BAFTA-díj                                                | Legjobb rendező                             | Ang Lee                                                                     | Elnyerte |
| BAFTA-díj                                                | Legjobb filmzene                            | Tan Dun                                                                     | Elnyerte |
| BAFTA-díj                                                | Legjobb adaptált forgatókönyv               | James Schamus, Hui-Ling Wang és Kuo Jung Tsai                               | Jelölve  |
| BAFTA-díj                                                | Legjobb díszlet                             | Tim Yip                                                                     | Jelölve  |
| BAFTA-díj                                                | Legjobb hang                                | Drew Kunin, Reilly Steele, Eugene Gearty és Robert Fernandez                | Jelölve  |
| BAFTA-díj                                                | Legjobb vizuális effektusok                 | Rob Hodgson, Leo Lo, Jonathan F. Styrlund, Bessie Cheuk és Travis Baumann   | Jelölve  |
| Beijing Student Film Festival 2001.                      | Legjobb vizuális effektek                   |                                                                             | Elnyerte |
| Bergen International Film Festival 2000.                 | Közönségdíj                                 |                                                                             | Elnyerte |
| Blockbuster Entertainment Award 2001.                    | Kedvenc akciócsapat                         | Chow Yun-Fat és Michelle Yeoh                                               | Jelölve  |
| Bodil Awards 2001.                                       | Legjobb nem amerikai film                   | Ang Lee                                                                     | Elnyerte |
| Bogey Awards (Németország) 2001.                         |                                             |                                                                             | Elnyerte |
| Boston Society of Film Critics Awards 2000.              | Legjobb operatőr                            | Peter Pau                                                                   | Elnyerte |
| Boston Society of Film Critics Awards 2000.              | Legjobb idegen nyelvű film                  |                                                                             | Elnyerte |
| British Society of Cinematographers 2001.                | Legjobb operatőr                            | Peter Pau                                                                   | Jelölve  |
| Broadcast Film Critics Association Awards 2001.          | Legjobb film                                |                                                                             | Jelölve  |
| Broadcast Film Critics Association Awards 2001.          | Legjobb idegen nyelvű film                  |                                                                             | Elnyerte |
| Cameraimage - Golden Frog 2000.                          |                                             | Peter Pau                                                                   | Jelölve  |
| Chicago Film Critics Association Awards 2000.            | Legjobb film                                |                                                                             | Jelölve  |
| Chicago Film Critics Association Awards 2000.            | Legjobb rendező                             | Ang Lee                                                                     | Jelölve  |
| Chicago Film Critics Association Awards 2000.            | Legígéretesebb színésznő                    | Zhang Ziyi                                                                  | Jelölve  |
| Chicago Film Critics Association Awards 2000.            | Legjobb betétdal                            | Tan Dun                                                                     | Elnyerte |
| Chicago Film Critics Association Awards 2000.            | Legjobb operatőr                            | Peter Pau                                                                   | Elnyerte |
| Chicago Film Critics Association Awards 2000.            | Legjobb idegen nyelvű film                  |                                                                             | Elnyerte |
| Chlotrudis Awards 2001.                                  | Legjobb rendező                             | Ang Lee                                                                     | Elnyerte |
| Chlotrudis Awards 2001.                                  | Legjobb színésznő                           | Michelle Yeoh                                                               | Jelölve  |
| Chlotrudis Awards 2001.                                  | Legjobb operatőr                            | Peter Pau                                                                   | Jelölve  |
| Chlotrudis Awards 2001.                                  | Legjobb film                                |                                                                             | Jelölve  |
| Chlotrudis Awards 2001.                                  | Legjobb férfi mellékszereplő                | Chen Chang                                                                  | Jelölve  |
| Cinema Brazil Grand Prize 2002.                          | Legjobb idegen nyelvű film                  |                                                                             | Jelölve  |
| Dallas-Fort Worth Film Critics Association Awards 2001.  | Legjobb külföldi film                       |                                                                             | Elnyerte |
| Dallas-Fort Worth Film Critics Association Awards 2001.  | Legjobb operatőr                            | Peter Pau                                                                   | Elnyerte |
| Directors Guild of America Awards 2000.                  | Legjobb rendező                             | Ang Lee                                                                     | Elnyerte |
| Empire Awards 2001.                                      | Legjobb film                                |                                                                             | Jelölve  |
| Empire Awards 2001.                                      | Legjobb rendező                             | Ang Lee                                                                     | Jelölve  |
| Európai Filmdíj                                          |                                             | Ang Lee                                                                     | Jelölve  |
| Film Critics Circle of Australia Awards 2001.            | Legjobb idegen nyelvű film                  |                                                                             | Elnyerte |
| Florida Film Critics Circle Awards 2001.                 | Legjobb külföldi film                       |                                                                             | Elnyerte |
| Florida Film Critics Circle Awards 2001.                 | Legjobb operatőr                            | Peter Pau                                                                   | Elnyerte |
| Ghent International Film Festival 2000.                  | Georges Delerue Prize                       | Tan Dun                                                                     | Elnyerte |
| Ghent International Film Festival 2000.                  | Grand Prix                                  | Ang Lee                                                                     | Jelölve  |
| Golden Bauhinia Awards 2001.                             | Legjobb film                                |                                                                             | Elnyerte |
| Golden Bauhinia Awards 2001.                             | Legjobb rendező                             | Ang Lee                                                                     | Elnyerte |
| Golden Bauhinia Awards 2001.                             | Legjobb női mellékszereplő                  | Zhang Ziyi                                                                  | Elnyerte |
| Golden Globe-díj                                         | Legjobb idegen nyelvű film                  |                                                                             | Elnyerte |
| Golden Globe-díj                                         | Legjobb rendező                             | Ang Lee                                                                     | Elnyerte |
| Golden Globe-díj                                         | Legjobb eredeti film betétdal               | Tan Dun                                                                     | Jelölve  |
| Golden Horse Awards 2000.                                | Legjobb akciórendezés                       | Yuen Woo-ping                                                               | Elnyerte |
| Golden Horse Awards 2000.                                | Legjobb vágás                               | Tim Squyres                                                                 | Elnyerte |
| Golden Horse Awards 2000.                                | Legjobb film                                | Ang Lee                                                                     | Elnyerte |
| Golden Horse Awards 2000.                                | Legjobb hang                                | Eugene Gearty                                                               | Elnyerte |
| Golden Horse Awards 2000.                                | Legjobb vizuális effektek                   | Leo Lo, Rob Hodgson                                                         | Elnyerte |
| Golden Horse Awards 2000.                                | Legjobb színésznő                           | Michelle Yeoh                                                               | Jelölve  |
| Golden Horse Awards 2000.                                | Legjobb színésznő                           | Zhang Ziyi                                                                  | Jelölve  |
| Golden Horse Awards 2000.                                | Legjobb díszlet                             | Timmy Yip                                                                   | Jelölve  |
| Golden Horse Awards 2000.                                | Legjobb operatőr                            | Peter Pau                                                                   | Jelölve  |
| Golden Horse Awards 2000.                                | Legjobb rendező                             | Ang Lee                                                                     | Jelölve  |
| Golden Horse Awards 2000.                                | Legjobb film                                | Li-Kong Hsu, William Kong, Ang Lee                                          | Jelölve  |
| Golden Horse Awards 2000.                                | Legjobb eredeti betétdal                    | Tan Dun                                                                     | Jelölve  |
| Golden Horse Awards 2000.                                | Legjobb adaptált forgatókönyv               | James Schamus, Hui-Ling Wang és Kuo Jung Tsai                               | Jelölve  |
| Golden Rooster Award 2000.                               | Legjobb koprodukcióban készült film         |                                                                             | Jelölve  |
| Golden Reel Award 2001.                                  | Legjobb hang - párbeszéd                    |                                                                             | Elnyerte |
| Golden Reel Award 2001.                                  | Legjobb hang - zene                         |                                                                             | Jelölve  |
| Golden Reel Award 2001.                                  | Legjobb hang - hangeffektusok               |                                                                             | Jelölve  |
| Golden Satellite Award 2001.                             | Legjobb idegen nyelvű film                  |                                                                             | Elnyerte |
| Golden Satellite Award 2001.                             | Legjobb díszlet                             | Timmy Yip                                                                   | Jelölve  |
| Golden Satellite Award 2001.                             | Legjobb vágás                               | Tim Squyres                                                                 | Jelölve  |
| Golden Satellite Award 2001.                             | Legjobb jelmez                              | Timmy Yip                                                                   | Jelölve  |
| Golden Satellite Award 2001.                             | Legjobb rendező                             | Ang Lee                                                                     | Jelölve  |
| Golden Satellite Award 2001.                             | Legjobb operatőr                            | Peter Pau                                                                   | Jelölve  |
| Golden Satellite Award 2001.                             | Legjobb hang                                | Eugene Gearty                                                               | Jelölve  |
| Golden Trailer Awards 2001.                              | Legjobb művészi és kereskedelmi hatás       |                                                                             | Elnyerte |
| Golden Trailer Awards 2001.                              | Legjobb románc                              |                                                                             | Elnyerte |
| Golden Trailer Awards 2001.                              | Legjobb főcím                               |                                                                             | Jelölve  |
| Golden Trailer Awards 2001.                              | Legjobb akciófilm                           |                                                                             | Jelölve  |
| Golden Trailer Awards 2001.                              | Legjobb dráma                               |                                                                             | Jelölve  |
| Golden Trailer Awards 2001.                              | Legjobb külföldi film                       | Winston Davis and Associates                                                | Jelölve  |
| Golden Trailer Awards 2001.                              | Legjobb külföldi film                       | Alkemi Entertainment                                                        | Jelölve  |
| Golden Trailer Awards 2001.                              | Best of Show                                |                                                                             | Jelölve  |
| Grammy-díj 2002.                                         | Legjobb filmzene                            |                                                                             | Jelölve  |
| Grammy-díj 2002.                                         | Legjobb betétdal                            |                                                                             | Elnyerte |
| Hong Kong Film Awards 2000.                              | Legjobb film                                |                                                                             | Elnyerte |
| Hong Kong Film Awards 2000.                              | Legjobb akciójelenet                        | Yuen Woo-ping                                                               | Elnyerte |
| Hong Kong Film Awards 2000.                              | Legjobb operatőr                            | Peter Pau                                                                   | Elnyerte |
| Hong Kong Film Awards 2000.                              | Legjobb rendező                             | Ang Lee                                                                     | Elnyerte |
| Hong Kong Film Awards 2000.                              | Legjobb eredeti filmzene                    | Tan Dun                                                                     | Elnyerte |
| Hong Kong Film Awards 2000.                              | Legjobb betétdal                            | Co Co Lee                                                                   | Elnyerte |
| Hong Kong Film Awards 2000.                              | Legjobb hang                                | Eugene Gearty                                                               | Elnyerte |
| Hong Kong Film Awards 2000.                              | Legjobb női mellékszereplő                  | Pei-pei Cheng                                                               | Elnyerte |
| Hong Kong Film Awards 2000.                              | Legjobb színész                             | Chow Yun-Fat                                                                | Jelölve  |
| Hong Kong Film Awards 2000.                              | Legjobb színésznő                           | Michelle Yeoh                                                               | Jelölve  |
| Hong Kong Film Awards 2000.                              | Legjobb színésznő                           | Zhang Ziyi                                                                  | Jelölve  |
| Hong Kong Film Awards 2000.                              | Legjobb díszlet                             | Timmy Yip                                                                   | Jelölve  |
| Hong Kong Film Awards 2000.                              | Legjobb jelmez és smink                     | Timmy Yip                                                                   | Jelölve  |
| Hong Kong Film Awards 2000.                              | Legjobb vágás                               | Tim Squyres                                                                 | Jelölve  |
| Hong Kong Film Awards 2000.                              | Legjobb forgatókönyv                        | James Schamus, Hui-Ling Wang és Kuo Jung Tsai                               | Jelölve  |
| Hong Kong Film Awards 2000.                              | Legjobb férfi mellékszereplő                | Chen Chang                                                                  | Jelölve  |
| Hong Kong Film Critics Society Awards 2001.              |                                             | Yuen Woo-ping                                                               | Elnyerte |
| Hugo-díj 2001.                                           | Legjobb drámai előadás                      |                                                                             | Elnyerte |
| Independent Spirit Awards 2000.                          | Legjobb film                                |                                                                             | Elnyerte |
| Independent Spirit Awards 2000.                          | Legjobb rendező                             | Ang Lee                                                                     | Elnyerte |
| Independent Spirit Awards 2000.                          | Legjobb női mellékszereplő                  | Zhang Ziyi                                                                  | Elnyerte |
| Kansas City Film Critics Circle Awards 2001.             | Legjobb idegen nyelvű film                  |                                                                             | Elnyerte |
| London Critics Circle Film Awards 2001.                  | Az év idegen nyelvű filmje                  |                                                                             | Elnyerte |
| London Critics Circle Film Awards 2001.                  | Az év filmje                                |                                                                             | Jelölve  |
| London Critics Circle Film Awards 2001.                  | Az év rendezője                             | Ang Lee                                                                     | Jelölve  |
| Los Angeles Film Critics Association Awards 2000.        | Legjobb film                                |                                                                             | Elnyerte |
| Los Angeles Film Critics Association Awards 2000.        | Legjobb operatőr                            | Peter Pau                                                                   | Elnyerte |
| Los Angeles Film Critics Association Awards 2000.        | Legjobb film betétdal                       | Tan Dun                                                                     | Elnyerte |
| Los Angeles Film Critics Association Awards 2000.        | Legjobb díszlet                             | Tim Yip                                                                     | Elnyerte |
| MTV Movie Awards                                         | Legjobb küzdelem                            | Zhang Ziyi                                                                  | Elnyerte |
| MTV Movie Awards                                         | Legjobb film                                |                                                                             | Jelölve  |
| MTV Movie Awards                                         | Legjobb feltörekvő színész                  | Zhang Ziyi                                                                  | Jelölve  |
| National Board of Review of Motion Pictures Awards 2000. | Legjobb idegen nyelvű film                  |                                                                             | Elnyerte |
| National Board of Review of Motion Pictures Awards 2000. | Legjobb külföldi film                       |                                                                             | Elnyerte |
| Nebula-díj 2002.                                         | Legjobb forgatókönyv                        | James Schamus, Hui-Ling Wang és Kuo Jung Tsai                               | Elnyerte |
| New York Film Critics Circle Awards 2000.                | Legjobb operatőr                            | Peter Pau                                                                   | Elnyerte |
| Online Film Critics Society Awards 2001.                 | Legjobb operatőr                            | Peter Pau                                                                   | Elnyerte |
| Online Film Critics Society Awards 2001.                 | Legjobb idegen nyelvű film                  |                                                                             | Elnyerte |
| Online Film Critics Society Awards 2001.                 | Legjobb rendező                             | Ang Lee                                                                     | Jelölve  |
| Online Film Critics Society Awards 2001.                 | Legjobb vágás                               | Tim Squyres                                                                 | Jelölve  |
| Online Film Critics Society Awards 2001.                 | Legjobb filmzene                            | Tan Dun                                                                     | Jelölve  |
| Online Film Critics Society Awards 2001.                 | Legjobb film                                |                                                                             | Jelölve  |
| Online Film Critics Society Awards 2001.                 | Legjobb női mellékszereplő                  | Zhang Ziyi                                                                  | Jelölve  |
| Oscar-díj                                                | Legjobb idegen nyelvű film                  |                                                                             | Elnyerte |
| Oscar-díj                                                | Legjobb film                                |                                                                             | Jelölve  |
| Oscar-díj                                                | Legjobb rendező                             | Ang Lee                                                                     | Jelölve  |
| Oscar-díj                                                | Legjobb adaptált forgatókönyv               | Tsai Kuo-Jung, Wang Hui-Ling, James Schamus                                 | Jelölve  |
| Oscar-díj                                                | Legjobb eredeti filmzene                    | Jorge Calandrelli, Tan Dun, James Schamus                                   | Jelölve  |
| Oscar-díj                                                | Legjobb jelmeztervezés                      | Tim Yip                                                                     | Jelölve  |
| Oscar-díj                                                | Legjobb látványtervezés                     | Tim Yip                                                                     | Elnyerte |
| Oscar-díj                                                | Legjobb vágás                               | Tim Squyres                                                                 | Jelölve  |
| Oscar-díj                                                | Legjobb eredeti dal                         | Tan Dun                                                                     | Elnyerte |
| Oscar-díj                                                | Legjobb operatőr                            | Peter Pau                                                                   | Elnyerte |
| PGA Awards 2001.                                         |                                             |                                                                             | Jelölve  |
| Phoenix Film Critics Society Awards 2001.                | Legjobb idegen nyelvű film                  |                                                                             | Elnyerte |
| Phoenix Film Critics Society Awards 2001.                | Legjobb vágás                               | Tim Squyres                                                                 | Jelölve  |
| Robert Festival - Robert Award 2001.                     | Legjobb nem amerikai film                   |                                                                             | Elnyerte |
| Southeastern Film Critics Association Awards 2001.       | Legjobb idegen nyelvű film                  |                                                                             | Elnyerte |
| Szaturnusz-díj 2001.                                     | Legjobb akciófilm/kalandfilm/filmthriller   |                                                                             | Elnyerte |
| Szaturnusz-díj 2001.                                     | Legjobb férfi főszereplő                    | Chow Yun-Fat                                                                | Jelölve  |
| Szaturnusz-díj 2001.                                     | Legjobb női főszereplő                      | Michelle Yeoh                                                               | Jelölve  |
| Szaturnusz-díj 2001.                                     | Legjobb jelmez                              | Timmy Yip                                                                   | Jelölve  |
| Szaturnusz-díj 2001.                                     | Legjobb rendező                             | Ang Lee                                                                     | Jelölve  |
| Szaturnusz-díj 2001.                                     | Legjobb filmzene                            | Tan Dun és Yo-Yo Ma                                                         | Jelölve  |
| Szaturnusz-díj 2001.                                     | Legjobb női mellékszereplő                  | Zhang Ziyi                                                                  | Jelölve  |
| Szaturnusz-díj 2001.                                     | Legjobb forgatókönyv                        | Tsai Kuo-Jung, Wang Hui-Ling, James Schamus                                 | Jelölve  |
| Teen Choice Awards 2001.                                 |                                             | Zhang Ziyi                                                                  | Jelölve  |
| Toronto Film Critics Association Awards 2000.            | Legjobb film                                |                                                                             | Elnyerte |
| Toronto Film Critics Association Awards 2000.            | Legjobb rendező                             | Ang Lee                                                                     | Elnyerte |
| Toronto Film Critics Association Awards 2000.            | Legjobb színésznő                           | Michelle Yeoh                                                               | Elnyerte |
| Toronto Film Critics Association Awards 2000.            | Legjobb női mellékszereplő                  | Zhang Ziyi                                                                  | Elnyerte |
| Torontói Nemzetközi Filmfesztivál 2000.                  | People's Choice Award                       | Ang Lee                                                                     | Elnyerte |
| World Soundtrack Awards 2001.                            | Az év felfedezettje                         | Tan Dun                                                                     | Jelölve  |
| World Stunt Awards - Taurus Award 2001.                  | Legjobb kaszkadőr-koordinátor               | Yuen Woo-ping                                                               | Jelölve  |
| Writers Guild of America Awards 2000.                    | Legjobb adaptált forgatókönyv               | Tsai Kuo-Jung, Wang Hui-Ling, James Schamus                                 | Jelölve  |
| Young Artist Award 2001.                                 | Legjobb fiatal színésznő nemzetközi filmben | Zhang Ziyi                                                                  | Elnyerte |